# Joe Fry
Joseph Fry Gibson, detto Joe (Chipping Sodbury, 26 ottobre 1915 – Blandford Forum, 29 luglio 1950), è stato un pilota automobilistico britannico.

## Carriera
La sua carriera nel mondo dell'automobilismo iniziò già negli anni trenta, per riprendere al termine della seconda guerra mondiale.
Noto soprattutto come grande pilota di gare di cronoscalata, partecipò al Gran Premio inaugurale del Campionato mondiale di Formula 1, quello di Gran Bretagna, il 13 maggio 1950, terminando la gara al decimo posto con una Maserati condivisa con Brian Shawe-Taylor.
Perse la vita due mesi dopo in un incidente alla cronoscalata di Blandford, nel Dorset, diventando il primo deceduto, pilota della Formula 1 iridata; venne sepolto nel cimitero parrocchiale di Santa Caterina e dell'arma nobile a Felton, nel Somerset.

## Risultati in Formula 1
| 1950 | Scuderia       | Vettura      |    |  |  |  |  |  |  | Punti | Pos. |
| ---- | -------------- | ------------ | -- |  |  |  |  |  |  | ----- | ---- |
| 1950 | Pilota privato | Maserati 4CL | 10 |  |  |  |  |  |  | 0     |      |

| Legenda | 1º posto     | 2º posto | 3º posto    | A punti         | Senza punti/Non class.  | Grassetto – Pole position Corsivo – Giro più veloce |
| Legenda | Squalificato | Ritirato | Non partito | Non qualificato | Solo prove/Terzo pilota | Grassetto – Pole position Corsivo – Giro più veloce |